# Igreja Evangélica Brasileira
A Igreja Evangélica Brasileira é uma associação cristã evangélica de Igrejas. Foi fundada em 11 de setembro de 1879, pelo brasileiro doutor Miguel Vieira Ferreira, um matemático e engenheiro. A igreja foi reconhecida pelo Governo Imperial em 12 de setembro do mesmo ano. Na época atraiu membros da classe média e alta do Rio de Janeiro.
Creem em revelações diretas de Deus e na iluminação do Espírito Santo.
Possui 27 Congregações, concentradas na costa brasileira, e em vários outros Estados do Brasil, e também fora dele como na Bolívia e no Uruguai.